# Guulin
Guulin (tiếng Mông Cổ: Гуулин, đồng thau) là một khu định cư (tiếng Mông Cổ: тосгон) ở phía bắc sum Delger, tỉnh Govi-Altai, Mông Cổ. Dân số Guulin là khoảng 900 người.
Guulin là một khu định cư trồng trọt có hệ thống tưới tiêu thảo nguyên, cách trung tâm sum Delger 27 km. Nó có một trường học và một bệnh viện nhỏ.
Sông Zavkhan nằm cách Guulin khoảng 3 km về phía tây bắc, nhưng vì thung lũng sông có độ sâu khoảng 40 m, đối với các cánh đồng được tưới tiêu được sử dụng kênh tưới dài 22 km từ phần trên của sông Zavkhan. Các cánh đồng được tưới nước nằm ở phía nam từ khu định cư Guulin, lưới thủy lợi bao phủ khoảng 15 km².